# 心基杜鹃
心基杜鹃（学名：Rhododendron orbiculare sp. cardiobasis）为杜鹃花科杜鹃花属下的一个亚种。